# Rilo Kiley

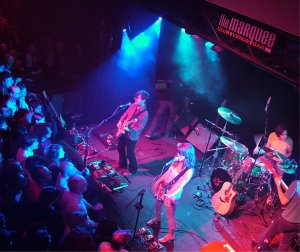
Rilo-Kiley-Gig im Marquee in London (2004)

Rilo Kiley ['raıloʊ 'kaıli] ist eine 1998 von den früheren Kinderstars Jenny Lewis und Blake Sennett in Los Angeles gegründete Independent-Band, die sehr viele Einflüsse aus dem Country-, Pop- und Electronica-Bereich aufgenommen hat. Lewis ist die Frontsängerin der Gruppe, die neben dem Gitarristen Sennett auch den Bassisten Pierre de Reeder und den Schlagzeuger Jason Boesel umfasst. Ihr Publikum sind Populärmusikhörer im Erwachsenenalter. Nach dem Erfolg ihres Albums More Adventurous erhielten sie 2005 sie ihren ersten Major-Label-Vertrag bei Warner Brothers. Ihr größter Erfolg ist bis heute Portions for Foxes, das als Soundtrack zu Grey’s Anatomy verwendet wurde und im November 2004 Platz 25 der Billboard College Airplay Charts erreichte.

## Diskografie

### Alben
- Take-Offs and Landings (2001, Barsuk)
- The Execution of All Things (2002, Saddle Creek)
- More Adventurous (2004, Brute/Beaute)
- Under the Blacklight (2007, Warner)
- Rkives (2013, Little Record Company)

### EPs
- Rilo Kiley (first pressing, 1999, Rilo Records)
- Rilo Kiley (second pressing, 2000, Rilo Records)
- The Initial Friend E.P. (2001, Rilo Records)
- Live at Fingerprints EP (2004, Brute/Beaute)

### Singles
- The Execution of All Things (2003, Saddle Creek)
- It’s a Hit (2005, Warner)
- Portions for Foxes (2005, Brute/Beaute)
- The Moneymaker (2007, Warner)
- Silver Lining (2007, Warner)